# 前川ゆう
前川 ゆう（1月6日 - ）は、日本の俳優。京都府京都市出身であり、劇団鹿殺しの劇団員。

## 趣味
お笑い、アニメ鑑賞、漫画、映画鑑賞、ジャニーズ、K-POP、カラオケ、バスケットボール、お酒など

## 特技
サックス、お笑い知識、バスケットボール、井上陽水のモノマネなど

## 出演

### TV番組
- THE GREATEST SHOW-NEN[2]

### 舞台
- 劇団鹿殺し本公演 ザ･ショルダーパッズ～銀河鉄道の夜 - 鳥取り、生徒役
- ～オズの魔法使い - ライオン役
- オフィス鹿プロデュース公演 ダリとガラ - 天使の子ダリ役
- 舞台「鬼滅の刃」 - 竈門 茂（かまど しげる）役
- 歌劇 桜蘭高校ホスト部
- 9階団地のスーパースター[3]
- そして下北沢で我々は[4]
- 姉さんは、暖炉の上の、壺の中—My Sister Lives on the Mantelpiece[5]